# Hartest
Hartest – wieś w Anglii, w hrabstwie Suffolk, w dystrykcie Babergh. Leży 34 km na zachód od miasta Ipswich i 90 km na północny wschód od Londynu. Miejscowość liczy 440 mieszkańców.